# Traque sur Internet 2.0
Série
Traque sur Internet
(1995)
Pour plus de détails, voir Fiche technique et Distribution.
Traque sur Internet 2.0 (ou Accès interdit 2.0 au Québec), (The Net 2.0) est un film américain réalisé par Charles Winkler sorti directement en vidéo aux États-Unis en 2006 et directement à la télévision en France en 2007. Il est la suite de Traque sur Internet sorti en 1995.

## Synopsis
Informaticienne de génie, Hope Cassidy se rend à Istanbul pour un travail. Très vite, c'est la déconfiture : ses comptes bancaires ont été vidés, ses cartes de crédit sont inutilisables et quand on lui rend son passeport, celui-ci est établi au nom de Kelly Ross...

## Fiche technique
Sauf indication contraire, les informations mentionnées dans cette section peuvent être confirmées par la base de données cinématographiques IMDb,  présente dans la section « Liens externes ».
- Titre : Traque sur Internet 2.0
- Titre québécois : Accès interdit 2.0
- Titre original : The Net 2.0
- Réalisation : Charles Winkler
- Scénario : Rob Cowan, d'après les personnages créés par John D. Brancato et Michael Ferris
- Musique : Stephen Endelman
- Décors : Mete Yilmaz et Ozgur Ozkaya
- Costumes : Attila Turkantoz
- Photographie : Steven Douglas Smith
- Son : Derek Marcil, John Ross
- Montage : Clayton Halsey
- Production : Irwin Winkler et Rob Cowan

Producteur exécutif : Bahadir Atay
Productrice associée : Julie Milstead
Coproducteur : Ezel Akay
- Sociétés de production[1] : Columbia Pictures et Winkler Films
- Sociétés de distribution[1] : Columbia Pictures (États-Unis)
- Pays d'origine :  États-Unis
- Langue originale : anglais, turc
- Format[2] : couleur - son Dolby Digital
- Genre : thriller, action, drame
- Durée : 95 minutes
- Dates de sortie[3] :
  - États-Unis : 7 février 2006 (sortie directement en DVD)
  - France : 16 juillet 2007 (sortie directement à la TV)

## Distribution
- Nikki DeLoach : Hope Cassidy
- Demet Akbağ : Dr. Kavak
- Neil Hopkins : James Haven
- Cengiz Bozkurt : officier de police
- Sebnem Donmez : Roxelana
- Courteney Vye : serveuse
- Ertan Saban : officier de la douane
- Guven Kiraç : Osman
- Charles Winkler : employé de l'ambassade

## Production

### Tournage
- Lieu de tournage : Istanbul & Turquie

## Accueil

### Accueil critique
Aux États-Unis, le film a reçu un accueil critique défavorable :
- Sur Internet Movie Database, il obtient un score défavorable de 4,7⁄10 sur la base de 3 381 critiques[4].

En France, les retours sont également défavorables :
- Sur Allociné, il obtient une moyenne de 2,4⁄5 sur la base 14 critiques de la part des spectateurs[5].

## Éditions en vidéo
- Traque sur Internet 2.0 est sorti en VOD le 17 mars 2017[6].